# 王宣雯
王宣雯（英語：Amy Wang Xuan Wen，1985年1月19日—），台灣女演員、節目主持和記者，曾為東森購物台主持人。

## 簡歷
王宣雯是家中獨女，曾就讀文化大學企管系，取得英國布魯內爾大學（Brunel University）商業學院碩士。原為集團飯店經理，然因父母病重，放棄高薪返台照顧，引起社會關注。後於2016加入tvb，演出《孤芳不自賞》，2018合約到期後以特約形式參與許多八點檔戲劇演出、活動主持人，演出《那個陽光燦爛的夏天》。
2019年獲得新北十大青年提名，入新北市真人圖書館館藏。
2021年與王鼎琪， 賀世芳合著《How to找到好伴侶 改變人生的第6個方法》。目前王宣雯是兩岸時報特約記者、東森購物台主持人。

## 演出作品

#### 電視劇集
| 首播   | 劇名                 | 角色                          |
| 2019年 | 愛情白皮書           | 律師事務所員工 (第5集)        |
| 2019年 | 月村歡迎你           | 面試者 (第15集)               |
| 2019年 | 你那邊怎樣，我這邊ok | 飯店服務生 (第10集)           |
| 2019年 | 帥T空姐              | 空姐 (第2集)                  |
| 2019年 | 守著陽光守著你       | 記者 (第30集)                 |
| 2020年 | 王牌辯護人           | 醫院助理 (第9集)              |
| 2020年 | 美味滿閣             | 護士 (第23集)                 |
| 2020年 | 姊的時代             | 粉絲 (第11集、第13集)         |
| 2020年 | 廢財闖天關           | 婚禮主持人 (第1集)            |
| 2021年 | 多情城市             | 房仲 (第297集) 護士 (第400集) |
| 2021年 | 若是一個人           | 客人 (第9集)                  |
| 2021年 | 黑喵知情             | 記者 (第5集)                  |

桃園市政府勞動局宣導影片
| 首播   | 劇名                  | 角色       |
| 2023年 | 職場轉運到—關廠解僱篇 | 勞動局專員 |

## 外部連結
- 王宣雯的Facebook專頁
- 王宣雯的Instagram帳戶
- 王宣雯的Youtube頻道（页面存档备份，存于）